# アーヴィング・ケネス・ゾラ
アーヴィング・ケネス・ゾラ (Irving Kenneth Zola, 1935年–1994年12月1日) は、医療社会学や障害者の権利に関するアメリカの社会科学者・作家。アメリカ障害学会の創設者の一人として知られており、「アメリカ障害学の父」と呼ばれることもある。1994年に心臓発作で死去。

## 人物

### 生い立ち
ゾラは労働者階級のユダヤ人家庭に生まれた。 母親はポーランド系、父親はロシア系で、二人とも幼い頃に移民としてアメリカにやってきた。 ゾラはボストン・ラテン・スクールを卒業して1956年にハーバード大学に入学し、4年後にハーバード大学社会関係学科で社会学の博士号を取得した。父は10人きょうだいの末子であったため「かなりの数の親戚」がいたが、当時のゾラ家で大学教育を受けた経験があったのはアーヴィング・ケネス・ゾラを含めてわずか3人であった。

### 個人史
ゾラは1950年、16歳の誕生日を迎える少し前にポリオに感染した。このときに身体機能を失い、当初は首から下が麻痺している状態であった。その後、一部の感覚や動作は取り戻したものの、腹部や背中、右脚など全身の随所に後遺症が残った。さらに19歳のときには自動車事故に遭い、右大腿骨を粉砕骨折した。このためゾラは、下肢装具と背中用コルセットを装着し、杖も使用するようになった。
ゾラがポリオに感染したのはボストン・ラテン・スクール在学中であった。医師はゾラを肢体不自由児のための州立寄宿制高校に転校させることを勧め、もし従わなければ30歳までに関節炎などの合併症を負うと断言したものの、ゾラは友人やキャリアといった現在の生活を重視し、医師の勧めを断っている。ゾラはこの経験から「相手にとって最善とみなされるおおざっぱな判断(sweeping judgments deemed to be in someone else's best interests)」を下す権威に対して懐疑的になり、一定のリスクをおかすことが許容されるべきであると考えるようになった。ゾラは、自身のほぼすべての著作にこの承認に対する懸念が反映されていると述べている。ゾラは「世界が「無力」な人々にとってどのように見えるか(how the world appeared to people who were "powerless")」に焦点を当てており、このことは、のちにゾラが「逸脱」理論（"deviance" theory）とラベリングされた学派に属することにつながった。
しかしゾラは、こうした洞察を、自身が属するマイノリティグループである「慢性疾患や障害のある人々(persons with a chronic illness or disability)」に直接適用するまでには、ほぼ20年がかかったとしている。その間ゾラは足を引きずって無理に歩く生活を続けていたが、1970年代末～80年代初頭の女性運動や自立生活運動の勃興により自己認識が変化し、「初めて車椅子を“使える”ように」なったと述懐している。ゾラはこうした経緯により、自身の「経験」の多くは障害に因るものではなく、社会的に維持・構築されてきた社会に因るものであると考えるようになった。

## 経歴
ハーバード大学社会研究学科で博士号を取得し、その後間もなくマサチューセッツ総合病院で研究社会学者として短期間働いた。翌年の1963年にブランダイス大学社会学部に赴任し、人間関係学のモーティマー・グリズミッシュ・プロフェッサーとなり、1994年に亡くなるまで教鞭を執った。ブランダイス大学在学中、ゾラはアメリカの社会学者エヴァレット・C・ヒューズと研究を行った。ヒューズはゾラの社会学的視点に大きな影響を与えた。
ゾラは社会学部で過ごした30年間で3回、延べ11年間学部長を務めた。また、15年間ブランダイス大学のフローレンス・ヘラー社会福祉大学院の共同職を務めた。
ゾラは、病気や障害を持つ人々の支援とカウンセリングを行うボストン・セルフ・ヘルプ・センターの共同設立者の一人であった。1982年から1987年までは同センターの理事長も務めた。
また、アメリカ社会学会医療社会学部門の会長、世界保健機関顧問を歴任し、クリントン大統領の政権移行チームのメンバーや、アメリカ科学振興協会のフェローも務めた。
1982年には米国の学者グループとともにアメリカ障害学会を設立し、学会誌の初代編集者となった。

## 著作
- Missing Pieces: A Chronicle of Living With a Disability：1982年初版、2003年再販[9]
  - 『ミッシング・ピーシズ アメリカ障害学の原点』（ニキ リンコ訳、生活書院、2020年[10]）
- Dr. Irving Kenneth Zola Collection
- Ordinary Lives: Voices of Disability and Disease